# Jess Learmonth
Jess Learmonth (Tadcaster, 18 de abril de 1988) é uma triatleta britânica, campeã olímpica.

## Carreira
Learmonth conquistou a medalha de ouro nos Jogos Olímpicos de Verão de 2020 em Tóquio na prova de revezamento misto ao lado de Jonathan Brownlee, Georgia Taylor-Brown e Alex Yee.